# Assedio di Valenciennes (1677)
L'assedio di Valenciennes ebbe luogo dal 28 febbraio al 17 marzo 1677, durante la guerra franco-olandese, quando Valenciennes, allora nei Paesi Bassi spagnoli, fu attaccata da un esercito francese sotto il Duca di Lussemburgo.
Durante l'inverno tra il 1676 e il 1677, Valenciennes e Cambrai furono sottoposte a uno stretto blocco che impediva di ricevere rinforzi o rifornimenti dall'esterno. Gli eserciti francesi beneficiavano anche di una logistica superiore, che consentiva loro di iniziare le campagne molto prima dei loro avversari. Le operazioni di assedio iniziarono il 28 febbraio, sotto la supervisione dell'ingegnere militare francese Sébastien Le Prestre de Vauban, e la città si arrese il 17 marzo; la Spagna la cedette formalmente alla Francia con il Trattato di Nimega dell'agosto 1678.

## Antefatti
Nella guerra di devoluzione del 1667–1668, il Regno di Francia conquistò la maggior parte dei Paesi Bassi spagnoli e la provincia spagnola della Franca Contea. Re Luigi XIV rinunciò alla maggior parte di queste conquiste nel Trattato di Aix-la-Chapelle, sotto la pressione della Triplice Alleanza composta dalla Repubblica olandese, dall'Inghilterra e dalla Svezia. Per dividere l'Alleanza, Luigi pagò la Svezia per rimanere neutrale, mentre firmò un'alleanza con l'Inghilterra contro gli olandesi col Trattato segreto di Dover del 1670.
La guerra franco-olandese iniziò nel maggio del 1672, quando la Francia invase la Repubblica olandese; inizialmente sembrò aver ottenuto una vittoria schiacciante, ma la posizione olandese si stabilizzò. La preoccupazione per le conquiste francesi portò il sostegno di Federico Guglielmo I di Brandeburgo, dell'imperatore Leopoldo e del re Carlo II di Spagna. La Francia mantenne la roccaforte olandese di Maastricht, ma si ritirò dai Paesi Bassi nel 1673, aprendo altri fronti nella Renania e nei Pirenei spagnoli.
La posizione francese si indebolì all'inizio del 1674, quando la Danimarca-Norvegia si unì all'Alleanza in gennaio, seguita dal trattato di Westminster di febbraio che stabiliva la pace tra l'Inghilterra e la Repubblica olandese. Ciononostante, entro la fine del 1674, la Francia aveva riconquistato la Franca Contea e aveva guadagnato in modo significativo l'Alsazia; l'attenzione si concentrava ora sul consolidamento. Un'efficace risposta alleata nelle Fiandre fu ostacolata dalle lotte di potere a Madrid, il cui controllo sui Paesi Bassi spagnoli era ormai ampiamente nominale.
Le trattative di pace erano iniziate a Nimega nel 1676, ma la politica di Luigi era quella di prendere l'offensiva prima di concordare i termini e negoziare partendo da una posizione di forza; i francesi catturarono rapidamente Condé-sur-l'Escaut, Bouchain, Maubeuge e Bavay. La cattura di Condé e Bouchain permise loro di bloccare Valenciennes e Cambrai; la loro cavalleria combatté scaramucce con le guarnigioni spagnole e devastò i villaggi intorno alle città. Il maresciallo Schomberg, comandante dell'armata da campo francese nelle Fiandre, propose di prendere Cambrai in agosto, ma ricevette l'ordine di liberare Maastricht, allora assediata dagli olandesi.
Il piano per il 1677 prevedeva la presa di Valenciennes, Cambrai e Saint-Omer; in questo modo si sarebbe completata la frontière de fer, che secondo Luigi avrebbe lasciato agli olandesi pochi motivi per continuare. Per confondere i suoi avversari, il 7 febbraio il re francese si recò a Metz, dove ispezionò l'Armata della Mosella, ora comandata da Schomberg. Durante l'inverno, il Marchese de Louvois assemblò dei depositi di rifornimento lungo il confine con i Paesi Bassi spagnoli, consentendo l'apertura della campagna a febbraio, un mese prima del solito. Alla fine di febbraio, un distaccamento di 12 000 uomini assediò Saint-Omer, mentre l'esercito principale di 35 000 uomini sotto il Duca di Lussemburgo circondò Valenciennes, dove fu raggiunto da Luigi.

## Assedio

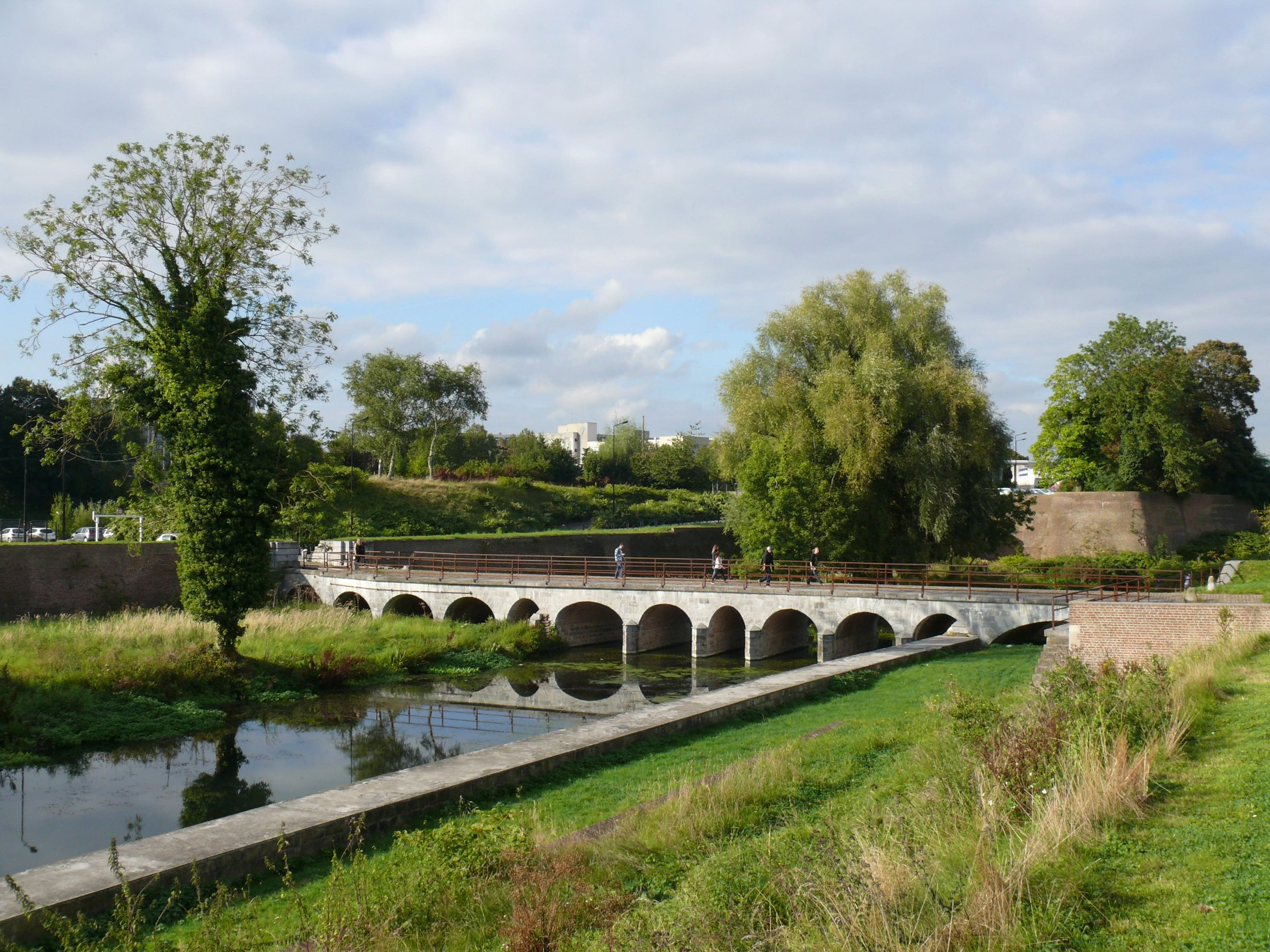
Valenciennes, resti della Cittadella

Valenciennes si trovava sulla Rhonelle, un affluente della Schelda (francese: l'Escaut), un'importante via commerciale che dava accesso al mare ad Anversa. Fino all'avvento delle ferrovie nel XIX secolo, le merci e i rifornimenti erano in gran parte trasportati per via d'acqua e le campagne si concentravano spesso sulla conquista dell'accesso a queste vie.
Il governatore spagnolo era Henri de Melun, marchese di Richebourg, un soldato esperto e fratello del principe d'Epinoy, membro anziano della nobiltà francofona dei Paesi Bassi spagnoli. Egli disponeva di circa 1 150 truppe regolari, più due o tremila ausiliari civili e adeguate forniture di cibo e armi.
La sua posizione era senza speranza in assenza di soccorsi, mentre l'inizio anticipato fornito ai francesi da Louvois significava che gli olandesi stavano ancora radunando truppe e rifornimenti. Poiché si ammetteva che la città meglio difesa non poteva essere tenuta indefinitamente, l'obiettivo di Richebourg era quello di occupare la forza attaccante il più a lungo possibile.
L'ingegnere militare francese Sébastien Le Prestre de Vauban diresse le operazioni, utilizzando il parallelo d'assedio per la prima volta da quando era stato sperimentato a Maastricht nel 1673; il bombardamento iniziò il 1º marzo, ma le opere d'assedio furono ritardate dalla forte pioggia. A scopo propagandistico, Luigi appariva spesso ai principali assedi e si unì a Luxembourg a Valenciennes, insieme ad altri comandanti subordinati tra cui suo fratello, Filippo d'Orléans, d'Humières e La Feuillade.
I lavori sulle trincee iniziarono finalmente l'8 marzo, preparando un assalto alla Porte d'Anzin, la parte più forte delle difese ma dove il terreno era più arido. Il 16 marzo Vauban ritenne che fossero abbastanza vicini per sferrare un attacco e propose di farlo di giorno. La prassi normale era di farlo di notte, ma lui sosteneva che in questo modo si sarebbero sorpresi i difensori e si sarebbe potuto coordinare meglio le forze d'attacco. Il suo piano fu approvato e l'artiglieria francese continuò a bombardare ininterrottamente nella notte tra il 16 e il 17, mentre una forza d'assalto di 4 000 uomini si spostava nelle trincee, compresi i l'unitò d'élite dei Moschettieri della Guardia. Alle 9:00 del 17 marzo, gli attaccanti formarono due colonne e presero d'assalto le mura; raggiunsero la completa sorpresa e superarono rapidamente i difensori, catturando un ponte sulla Rhonelle che controllava l'accesso alla città principale. Entrambe le parti volevano minimizzare i danni che sarebbero seguiti a un assalto, poiché Luigi intendeva annetterla alla Francia, mentre le convenzioni della guerra d'assedio proteggevano una città dal saccheggio se i difensori avessero ceduto una volta fatta «una breccia praticabile». Richebourg si arrese prontamente e Lussemburgo ritirò le truppe d'assalto dopo che il consiglio comunale accettò di pagare un riscatto.

## Conseguenze

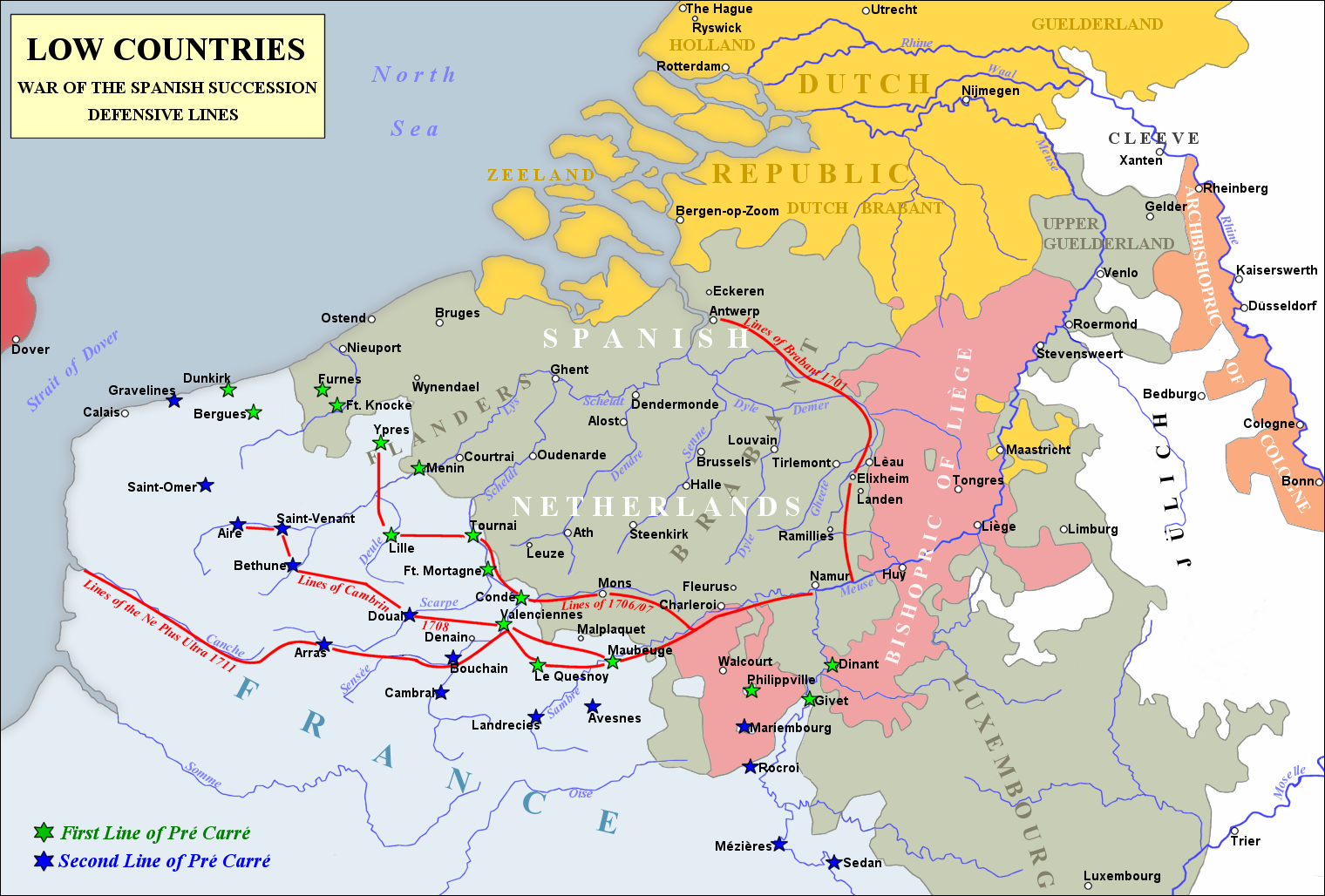
Dopo il 1675, la strategia francese nelle Fiandre fu quella di creare una linea di fortezze che Vauban chiamò «frontière de fer», la «frontiera di ferro»

Dopo la resa di Valenciennes il 17 marzo, l'esercito principale si spostò su Cambrai. Un tentativo di Guglielmo d'Orange di alleviare Saint-Omer fu sconfitto a Cassel l'11 aprile e Cambrai si arrese il 17 aprile, seguita da Saint-Omer il 20 aprile.
Una logistica superiore permise ai francesi di guadagnare all'inizio della campagna, prima che gli Alleati potessero mobilitarsi e poi consolidarsi. La cattura di Valenciennes e Cambrai completò in gran parte gli obiettivi del 1677 nelle Fiandre. I colloqui di pace a Nimega assunsero un senso di maggiore urgenza a novembre, dopo il matrimonio di Guglielmo con sua cugina Maria, nipote di Carlo II d'Inghilterra. Nel marzo 1678 seguì un'alleanza difensiva anglo-olandese, anche se le truppe inglesi non arrivarono in numero significativo fino alla fine di maggio; Luigi sfruttò questa opportunità per catturare Ypres e Gand all'inizio di marzo, prima di firmare un trattato di pace con gli olandesi il 10 agosto.
La guerra con gli olandesi terminò ufficialmente il 10 agosto 1678 con la firma dei Trattati di Nimega, anche se un esercito combinato olandese-spagnolo attaccò i francesi a Saint-Denis il 13 agosto. L'accordo garantì alla Spagna il mantenimento di Mons e il 19 settembre firmò il proprio trattato con la Francia, cedendo Saint-Omer, Cassel, Aire, Ypres, Cambrai, Valenciennes e Maubeuge. Con l'eccezione di Ypres, restituita alla Spagna nel 1697, questo accordo fissò la frontiera settentrionale della Francia vicino al punto in cui si trova oggi, ma i trattati di Nimega rappresentarono il punto più alto dell'espansione francese sotto Luigi XIV.